# Bibio claviantenna
Bibio claviantenna är en tvåvingeart som beskrevs av Yang och Guang Yu Luo 1989. Bibio claviantenna ingår i släktet Bibio och familjen hårmyggor. Inga underarter finns listade i Catalogue of Life.